# Pau Cendrós López
Pau Cendrós López (Palma, 1 d'abril de 1987) és un futbolista professional mallorquí que juga com a lateral dret a la UE Collera.

## Biografia
Jugador procedent dels equips inferiors del RCD Mallorca. El 2007 se n'anà cedit al Benidorm CE, a Segona Divsió B, sent titular indiscutible i arribant a jugar la fase d'ascens a Segona Divisió. A la temporada 2008/2009 actuà com cedit en el Club Deportivo Tenerife i a la temporada 2009/2010, també com a cedit, al Llevant.